# Rand Paul
Randal Howard "Rand" Paul (sinh ngày 7 tháng 1 năm 1963) là một chính khách và bác sĩ người Mỹ. Từ năm 2011, ông là Thượng nghị sĩ Hoa Kỳ đại diện cho tiểu bang Kentucky. Ông là con trai của Dân biểu Hoa Kỳ Ron Paul của Texas.
Sinh tại Pittsburgh, Paul học tại Đại học Baylor và tốt nghiệp Trường Y khoa Đại học Duke. Ông bắt đầu hành nghề nhãn khoa vào năm 1993 tại Bowling Green, Kentucky, và mở phòng khám riêng vào tháng 12 năm 2007. Ông cũng dành nhiều thời gian làm tình nguyện cho các cuộc vận động chính trị của cha mình. Năm 2010, Paul tham gia vào chính trị với việc tranh cử một vị trí cho tiểu bang Kentucky trong Thượng viện Hoa Kỳ. Ông tự khẳng định mình là một người bảo vệ Hiến pháp Hoa Kỳ và ủng hộ Phong trào Tiệc trà cũng như tán đồng dự thảo tu chính án ngân sách cân bằng, giới hạn nhiệm kỳ, và cải cách quyền riêng tư.